# Élections législatives de 2017 en Charente-Maritime
Les élections législatives françaises de 2017 se dérouleront les 11 et 18 juin 2017. Dans le département de la Charente-Maritime, cinq députés sont à élire dans le cadre de cinq circonscriptions.

## Élus
| Circonscription                                 | Député sortant       | Parti | Parti | Député élu ou réélu   | Parti | Parti |
| ----------------------------------------------- | -------------------- | ----- | ----- | --------------------- | ----- | ----- |
| 1re                                             | Olivier Falorni      |       | PRG   | Olivier Falorni       |       | PRG   |
| 2e                                              | Suzanne Tallard*     |       | PS    | Frédérique Tuffnell   |       | LREM  |
| 3e                                              | Catherine Quéré*     |       | PS    | Jean-Philippe Ardouin |       | LREM  |
| 4e                                              | Dominique Bussereau* |       | LR    | Raphaël Gérard        |       | LREM  |
| 5e                                              | Didier Quentin       |       | LR    | Didier Quentin        |       | LR    |
| * député sortant ne se représentant pas en 2017 |                      |       |       |                       |       |       |

## Rappel des résultats départementaux des élections de 2012
| Parti          | Parti                                      | Premier tour | Premier tour | Second tour | Second tour | Sièges |
| Parti          | Parti                                      | Voix         | %            | Voix        | %           | Sièges |
| -------------- | ------------------------------------------ | ------------ | ------------ | ----------- | ----------- | ------ |
|                | Parti socialiste                           | 75 248       | 27,33        | 103 527     | 37,76       | 2      |
|                | Divers gauche dont MRC                     | 25 784       | 9,36         | 38 545      | 14,06       | 1      |
|                | Parti radical de gauche                    | 21 637       | 7,86         | 27 866      | 10,16       | 0      |
|                | Europe Écologie Les Verts                  | 8 475        | 3,08         |             |             | 0      |
|                | Majorité présidentielle                    | 131 144      | 47,63        | 169 938     | 61,99       | 3      |
|                |                                            |              |              |             |             |        |
|                | Union pour un mouvement populaire          | 90 546       | 32,88        | 104 201     | 38,02       | 2      |
|                | Divers droite dont DLR et PCD              | 2 760        | 1,00         |             |             | 0      |
|                | Parti radical                              | 1 117        | 0,41         | 0           |             |        |
|                | Droite parlementaire                       | 94 423       | 34,29        | 104 201     | 38,01       | 2      |
|                |                                            |              |              |             |             |        |
|                | Front national                             | 30 456       | 11,06        |             |             | 0      |
|                | Front de gauche                            | 11 776       | 4,28         | 0           |             |        |
|                | Mouvement démocrate                        | 3 885        | 1,41         | 0           |             |        |
|                | Divers écologiste dont LT-LNÉ, MHAN et AÉI | 1 873        | 0,68         | 0           |             |        |
|                | Extrême gauche dont LO et POI              | 1 560        | 0,57         | 0           |             |        |
|                | Divers                                     | 244          | 0,09         | 0           |             |        |
|                |                                            |              |              |             |             |        |
| Inscrits       | Inscrits                                   | 471 686      | 100,00       | 471 660     | 100,00      | 5      |
| Abstentions    | Abstentions                                | 192 343      | 40,78        | 189 136     | 40,1        |        |
| Votants        | Votants                                    | 279 343      | 59,22        | 282 524     | 59,9        |        |
| Blancs et nuls | Blancs et nuls                             | 3 982        | 1,43         | 8 385       | 2,97        |        |
| Exprimés       | Exprimés                                   | 275 361      | 98,57        | 274 139     | 97,03       |        |

### Résultats de l'élection présidentielle de 2017 par circonscription
| Circonscription | 1er tour | 1er tour | 1er tour  |         | 2d tour | 2d tour |
| Circonscription | Macron   | Le Pen   | Mélenchon | Macron  | Le Pen  |         |
| --------------- | -------- | -------- | --------- | ------- | ------- | ------- |
| Circonscription |          |          |           |         |         |         |
| 1re             | 29,05 %  | 13,05 %  | 21,09 %   | 77,64 % | 22,46 % |         |
| 2e              | 24,95 %  | 20,07 %  | 19,71 %   | 66,32 % | 33,68 % |         |
| 3e              | 22,74 %  | 22,47 %  | 20,02 %   | 62,98 % | 37,02 % |         |
| 4e              | 21,38 %  | 25,68 %  | 16,42 %   | 58,17 % | 41,83 % |         |
| 5e              | 21,14 %  | 24,90 %  | 16,36 %   | 58,53 % | 41,47 % |         |

## Résultats

### Résultats à l'échelle du département
|                                                       |                                      |                           |                           |                          |                          |
|                                                       |                                      | Premier tour 11 juin 2017 | Premier tour 11 juin 2017 | Second tour 18 juin 2017 | Second tour 18 juin 2017 |
|                                                       |                                      |                           |                           |                          |                          |
|                                                       |                                      | Nombre                    | % des inscrits            | Nombre                   | % des inscrits           |
| Inscrits                                              | Inscrits                             | 491 038                   | 100,00                    | 491 003                  | 100,00                   |
| Abstentions                                           | Abstentions                          | 243 861                   | 49,66                     | 280 918                  | 57,21                    |
| Votants                                               | Votants                              | 247 177                   | 50,34                     | 210 085                  | 42,79                    |
|                                                       |                                      |                           | % des votants             |                          | % des votants            |
| Bulletins blancs                                      | Bulletins blancs                     | 3 418                     | 1,38                      | 16 249                   | 7,73                     |
| Bulletins nuls                                        | Bulletins nuls                       | 1 574                     | 0,64                      | 7 489                    | 3,56                     |
| Suffrages exprimés                                    | Suffrages exprimés                   | 242 185                   | 97,98                     | 186 347                  | 88,70                    |
|                                                       |                                      |                           |                           |                          |                          |
| Étiquette politique                                   | Étiquette politique                  | Voix                      | % des exprimés            | Voix                     | % des exprimés           |
|                                                       |                                      |                           |                           |                          |                          |
|                                                       | La République en marche              | 46 210                    | 19,08                     | 56 668                   | 30,41                    |
|                                                       | Les Républicains                     | 43 796                    | 18,08                     | 68 977                   | 37,02                    |
|                                                       | Front national                       | 31 680                    | 13,08                     |                          |                          |
|                                                       | La France insoumise                  | 29 328                    | 12,11                     |                          |                          |
|                                                       | Divers gauche                        | 22 828                    | 9,43                      | 28 765                   | 15,44                    |
|                                                       | Divers                               | 21 202                    | 8,75                      | 19 024                   | 10,21                    |
|                                                       | Mouvement démocrate                  | 14 095                    | 5,82                      | 12 913                   | 6,93                     |
|                                                       | Parti socialiste                     | 13 975                    | 5,77                      |                          |                          |
|                                                       | Europe Écologie Les Verts            | 7 930                     | 3,27                      |                          |                          |
|                                                       | Parti communiste français            | 3 218                     | 1,33                      |                          |                          |
|                                                       | Debout la France                     | 2 381                     | 0,98                      |                          |                          |
|                                                       | Extrême gauche                       | 1 538                     | 0,64                      |                          |                          |
|                                                       | Divers écologiste                    | 1 339                     | 0,55                      |                          |                          |
|                                                       | Parti radical de gauche              | 1 168                     | 0,48                      |                          |                          |
|                                                       | Union des démocrates et indépendants | 876                       | 0,36                      |                          |                          |
|                                                       | Divers droite                        | 405                       | 0,17                      |                          |                          |
|                                                       | Extrême droite                       | 216                       | 0,09                      |                          |                          |
| Source : Ministère de l'Intérieur - Charente-Maritime |                                      |                           |                           |                          |                          |

### Résultats par circonscription

#### Première circonscription
Député sortant : Olivier Falorni (Parti radical de gauche).
|                                                                                      |                                                                              |                           |                           |                          |                          |
|                                                                                      |                                                                              | Premier tour 11 juin 2017 | Premier tour 11 juin 2017 | Second tour 18 juin 2017 | Second tour 18 juin 2017 |
|                                                                                      |                                                                              |                           |                           |                          |                          |
|                                                                                      |                                                                              | Nombre                    | % des inscrits            | Nombre                   | % des inscrits           |
| Inscrits                                                                             | Inscrits                                                                     | 103 197                   | 100,00                    | 103 197                  | 100,00                   |
| Abstentions                                                                          | Abstentions                                                                  | 50 404                    | 48,84                     | 58 384                   | 56,58                    |
| Votants                                                                              | Votants                                                                      | 52 793                    | 51,16                     | 44 813                   | 43,42                    |
|                                                                                      |                                                                              |                           | % des votants             |                          | % des votants            |
| Bulletins blancs                                                                     | Bulletins blancs                                                             | 390                       | 0,74                      | 2 173                    | 4,85                     |
| Bulletins nuls                                                                       | Bulletins nuls                                                               | 173                       | 0,33                      | 962                      | 2,15                     |
| Suffrages exprimés                                                                   | Suffrages exprimés                                                           | 52 230                    | 98,93                     | 41 678                   | 93,00                    |
|                                                                                      |                                                                              |                           |                           |                          |                          |
| Candidat Étiquette politique (partis et alliances)                                   | Candidat Étiquette politique (partis et alliances)                           | Voix                      | % des exprimés            | Voix                     | % des exprimés           |
|                                                                                      |                                                                              |                           |                           |                          |                          |
|                                                                                      | Olivier Falorni (député sortant) Parti radical de gauche                     | 19 086                    | 36,54                     | 28 765                   | 69,02                    |
|                                                                                      | Otilia Ferreira Mouvement démocrate (La République en marche)                | 14 095                    | 26,99                     | 12 913                   | 30,98                    |
|                                                                                      | Cédric Ruffié La France insoumise                                            | 5 703                     | 10,92                     |                          |                          |
|                                                                                      | Bruno Leal Les Républicains (Union des démocrates et indépendants)           | 5 134                     | 9,83                      |                          |                          |
|                                                                                      | Jean-Marc de Lacoste-Lareymondie Front national                              | 3 671                     | 7,03                      |                          |                          |
|                                                                                      | Jean-Marc Soubeste Europe Écologie Les Verts                                 | 2 040                     | 3,91                      |                          |                          |
|                                                                                      | Brahim Jlalji Parti communiste français                                      | 712                       | 1,36                      |                          |                          |
|                                                                                      | Hanitra Ratrimo Divers (#MaVoix)                                             | 540                       | 1,03                      |                          |                          |
|                                                                                      | Patrick Viot Écologiste (Mouvement 100 % - Alliance écologiste indépendante) | 523                       | 1,00                      |                          |                          |
|                                                                                      | Antoine Colin Lutte ouvrière                                                 | 290                       | 0,56                      |                          |                          |
|                                                                                      | Jean-Pierre Ernst Divers (Parti du vote blanc)                               | 221                       | 0,42                      |                          |                          |
|                                                                                      | Waël Gribaa Divers (Union populaire républicaine)                            | 215                       | 0,41                      |                          |                          |
| Source : Ministère de l'Intérieur - Première circonscription de la Charente-Maritime |                                                                              |                           |                           |                          |                          |

#### Deuxième circonscription
Député sortant : Suzanne Tallard (Parti socialiste).
|                                                                                      |                                                                         |                           |                           |                          |                          |
|                                                                                      |                                                                         | Premier tour 11 juin 2017 | Premier tour 11 juin 2017 | Second tour 18 juin 2017 | Second tour 18 juin 2017 |
|                                                                                      |                                                                         |                           |                           |                          |                          |
|                                                                                      |                                                                         | Nombre                    | % des inscrits            | Nombre                   | % des inscrits           |
| Inscrits                                                                             | Inscrits                                                                | 104 299                   | 100,00                    | 104 292                  | 100,00                   |
| Abstentions                                                                          | Abstentions                                                             | 52 353                    | 50,20                     | 61 073                   | 58,56                    |
| Votants                                                                              | Votants                                                                 | 51 946                    | 49,80                     | 43 219                   | 41,44                    |
|                                                                                      |                                                                         |                           | % des votants             |                          | % des votants            |
| Bulletins blancs                                                                     | Bulletins blancs                                                        | 683                       | 1,31                      | 3 634                    | 8,41                     |
| Bulletins nuls                                                                       | Bulletins nuls                                                          | 292                       | 0,56                      | 1 419                    | 3,28                     |
| Suffrages exprimés                                                                   | Suffrages exprimés                                                      | 50 971                    | 98,12                     | 38 166                   | 88,31                    |
|                                                                                      |                                                                         |                           |                           |                          |                          |
| Candidat Étiquette politique (partis et alliances)                                   | Candidat Étiquette politique (partis et alliances)                      | Voix                      | % des exprimés            | Voix                     | % des exprimés           |
|                                                                                      |                                                                         |                           |                           |                          |                          |
|                                                                                      | Frédérique Tuffnell La République en marche                             | 19 612                    | 38,48                     | 21 859                   | 57,27                    |
|                                                                                      | Sylvie Marcilly Les Républicains (Union des démocrates et indépendants) | 9 878                     | 19,38                     | 16 307                   | 42,73                    |
|                                                                                      | Maud Assila La France insoumise                                         | 7 915                     | 15,53                     |                          |                          |
|                                                                                      | Jean-Louis Leygonie Front national                                      | 6 292                     | 12,34                     |                          |                          |
|                                                                                      | Brigitte Desveaux Europe Écologie Les Verts (Parti socialiste)          | 3 369                     | 6,61                      |                          |                          |
|                                                                                      | Michèle Grenier Parti communiste français                               | 828                       | 1,62                      |                          |                          |
|                                                                                      | Dominique Droin Debout la France                                        | 736                       | 1,44                      |                          |                          |
|                                                                                      | Jean-Claude Wallard Divers (#MaVoix)                                    | 655                       | 1,29                      |                          |                          |
|                                                                                      | Catherine Deneuve Divers (Parti animaliste)                             | 576                       | 1,13                      |                          |                          |
|                                                                                      | Frédéric Castello Lutte ouvrière                                        | 373                       | 0,73                      |                          |                          |
|                                                                                      | Dominique Raby Divers (Union populaire républicaine)                    | 365                       | 0,72                      |                          |                          |
|                                                                                      | Guy Burguin Divers (Parti du vote blanc)                                | 320                       | 0,63                      |                          |                          |
|                                                                                      | Philippe Riché Divers gauche                                            | 52                        | 0,10                      |                          |                          |
| Source : Ministère de l'Intérieur - Deuxième circonscription de la Charente-Maritime |                                                                         |                           |                           |                          |                          |

#### Troisième circonscription
Député sortant : Catherine Quéré (Parti socialiste).
|                                                                                       | |                           |                           |                          |                          |
|                                                                                       | | Premier tour 11 juin 2017 | Premier tour 11 juin 2017 | Second tour 18 juin 2017 | Second tour 18 juin 2017 |
|                                                                                       | |                           |                           |                          |                          |
|                                                                                       | | Nombre                    | % des inscrits            | Nombre                   | % des inscrits           |
| Inscrits                                                                              | Inscrits                                                                                           | 82 195                    | 100,00                    | 82 186                   | 100,00                   |
| Abstentions                                                                           | Abstentions                                                                                        | 40 909                    | 49,77                     | 47 762                   | 58,11                    |
| Votants                                                                               | Votants                                                                                            | 41 286                    | 50,23                     | 34 424                   | 41,89                    |
|                                                                                       | |                           | % des votants             |                          | % des votants            |
| Bulletins blancs                                                                      | Bulletins blancs                                                                                   | 781                       | 1,89                      | 3 554                    | 10,32                    |
| Bulletins nuls                                                                        | Bulletins nuls                                                                                     | 384                       | 0,93                      | 1 771                    | 5,14                     |
| Suffrages exprimés                                                                    | Suffrages exprimés                                                                                 | 40 121                    | 97,18                     | 29 099                   | 84,53                    |
|                                                                                       | |                           |                           |                          |                          |
| Candidat Étiquette politique (partis et alliances)                                    | Candidat Étiquette politique (partis et alliances)                                                 | Voix                      | % des exprimés            | Voix                     | % des exprimés           |
|                                                                                       | |                           |                           |                          |                          |
|                                                                                       | Jean-Philippe Ardouin La République en marche                                                      | 11 543                    | 28,77                     | 16 739                   | 57,52                    |
|                                                                                       | Frédéric Neveu Les Républicains                                                                    | 5 979                     | 14,90                     | 12 360                   | 42,48                    |
|                                                                                       | Rachel Cointet Front national                                                                      | 5 717                     | 14,25                     |                          |                          |
|                                                                                       | Rémy Catrou La France insoumise                                                                    | 5 450                     | 13,58                     |                          |                          |
|                                                                                       | Françoise Mesnard Parti socialiste ( Europe Écologie Les Verts - Mouvement républicain et citoyen) | 4 084                     | 10,18                     |                          |                          |
|                                                                                       | Julien Papineau Divers gauche                                                                      | 3 307                     | 8,24                      |                          |                          |
|                                                                                       | Henriette Diadio-Dasylva Union des démocrates et indépendants                                      | 876                       | 2,18                      |                          |                          |
|                                                                                       | Alain Georgeon Divers                                                                              | 583                       | 1,45                      |                          |                          |
|                                                                                       | Marie-France Moquet Parti communiste français                                                      | 541                       | 1,35                      |                          |                          |
|                                                                                       | Joëlle de Corte Écologiste (Mouvement 100 %)                                                       | 372                       | 0,93                      |                          |                          |
|                                                                                       | Renée-Éliane Benchimol-Lauribe Parti radical de gauche (Génération écologie)                       | 344                       | 0,86                      |                          |                          |
|                                                                                       | Jean-Louis Lavazec Lutte ouvrière                                                                  | 267                       | 0,67                      |                          |                          |
|                                                                                       | Patrick Chebroux Divers droite (République et Progrès)                                             | 222                       | 0,55                      |                          |                          |
|                                                                                       | Frédéric Sananes Divers gauche (Nouvelle Donne)                                                    | 219                       | 0,55                      |                          |                          |
|                                                                                       | Éric Belleperche Extrême droite (Union des Patriotes - Souveraineté, identité et libertés)         | 216                       | 0,54                      |                          |                          |
|                                                                                       | Alexandre Beauvais Divers droite (La France qui ose)                                               | 183                       | 0,46                      |                          |                          |
|                                                                                       | Isabelle Ninvirth Divers (Union populaire républicaine)                                            | 178                       | 0,44                      |                          |                          |
|                                                                                       | Bernard Chrétien Divers gauche (Parti de la démondialisation)                                      | 40                        | 0,10                      |                          |                          |
| Source : Ministère de l'Intérieur - Troisième circonscription de la Charente-Maritime | |                           |                           |                          |                          |

#### Quatrième circonscription
Député sortant : Dominique Bussereau (Les Républicains).
|                                                                                       |                                                        |                           |                           |                          |                          |
|                                                                                       |                                                        | Premier tour 11 juin 2017 | Premier tour 11 juin 2017 | Second tour 18 juin 2017 | Second tour 18 juin 2017 |
|                                                                                       |                                                        |                           |                           |                          |                          |
|                                                                                       |                                                        | Nombre                    | % des inscrits            | Nombre                   | % des inscrits           |
| Inscrits                                                                              | Inscrits                                               | 89 895                    | 100,00                    | 89 894                   | 100,00                   |
| Abstentions                                                                           | Abstentions                                            | 44 282                    | 49,26                     | 50 175                   | 55,82                    |
| Votants                                                                               | Votants                                                | 45 613                    | 50,74                     | 39 719                   | 44,18                    |
|                                                                                       |                                                        |                           | % des votants             |                          | % des votants            |
| Bulletins blancs                                                                      | Bulletins blancs                                       | 780                       | 1,71                      | 2 969                    | 7,48                     |
| Bulletins nuls                                                                        | Bulletins nuls                                         | 357                       | 0,78                      | 1 521                    | 3,83                     |
| Suffrages exprimés                                                                    | Suffrages exprimés                                     | 44 476                    | 97,51                     | 35 229                   | 88,70                    |
|                                                                                       |                                                        |                           |                           |                          |                          |
| Candidat Étiquette politique (partis et alliances)                                    | Candidat Étiquette politique (partis et alliances)     | Voix                      | % des exprimés            | Voix                     | % des exprimés           |
|                                                                                       |                                                        |                           |                           |                          |                          |
|                                                                                       | Raphaël Gérard La République en marche                 | 15 055                    | 33,85                     | 18 070                   | 51,29                    |
|                                                                                       | Loic Girard Les Républicains                           | 9 872                     | 22,20                     | 17 159                   | 48,71                    |
|                                                                                       | Isabelle Texier Front national                         | 7 556                     | 16,99                     |                          |                          |
|                                                                                       | Lucie Kirchner La France insoumise                     | 5 324                     | 11,97                     |                          |                          |
|                                                                                       | Fabienne Dugas-Raveneau Parti socialiste               | 2 536                     | 5,70                      |                          |                          |
|                                                                                       | Laurence Marcillaud Europe Écologie Les Verts          | 1 194                     | 2,68                      |                          |                          |
|                                                                                       | Benoît Biteau Parti radical de gauche                  | 824                       | 1,85                      |                          |                          |
|                                                                                       | Éric Devise Debout la France                           | 782                       | 1,76                      |                          |                          |
|                                                                                       | Pascal Pellerin Parti communiste français              | 568                       | 1,28                      |                          |                          |
|                                                                                       | Valerie Barraud Lutte ouvrière                         | 379                       | 0,85                      |                          |                          |
|                                                                                       | Ingrid Chrismann Divers (Union populaire républicaine) | 298                       | 0,67                      |                          |                          |
|                                                                                       | Philippe Davril Divers gauche                          | 88                        | 0,20                      |                          |                          |
| Source : Ministère de l'Intérieur - Quatrième circonscription de la Charente-Maritime |                                                        |                           |                           |                          |                          |

#### Cinquième circonscription
Député sortant : Didier Quentin (Les Républicains).
|                                                                                       |                                                                                         |                           |                           |                          |                          |
|                                                                                       |                                                                                         | Premier tour 11 juin 2017 | Premier tour 11 juin 2017 | Second tour 18 juin 2017 | Second tour 18 juin 2017 |
|                                                                                       |                                                                                         |                           |                           |                          |                          |
|                                                                                       |                                                                                         | Nombre                    | % des inscrits            | Nombre                   | % des inscrits           |
| Inscrits                                                                              | Inscrits                                                                                | 111 453                   | 100,00                    | 111 434                  | 100,00                   |
| Abstentions                                                                           | Abstentions                                                                             | 55 914                    | 50,17                     | 63 524                   | 57,01                    |
| Votants                                                                               | Votants                                                                                 | 55 539                    | 49,83                     | 47 910                   | 42,99                    |
|                                                                                       |                                                                                         |                           | % des votants             |                          | % des votants            |
| Bulletins blancs                                                                      | Bulletins blancs                                                                        | 782                       | 1,41                      | 3 919                    | 8,18                     |
| Bulletins nuls                                                                        | Bulletins nuls                                                                          | 370                       | 0,67                      | 1 816                    | 3,79                     |
| Suffrages exprimés                                                                    | Suffrages exprimés                                                                      | 54 387                    | 97,93                     | 42 175                   | 88,03                    |
|                                                                                       |                                                                                         |                           |                           |                          |                          |
| Candidat Étiquette politique (partis et alliances)                                    | Candidat Étiquette politique (partis et alliances)                                      | Voix                      | % des exprimés            | Voix                     | % des exprimés           |
|                                                                                       |                                                                                         |                           |                           |                          |                          |
|                                                                                       | Didier Quentin (député sortant) Les Républicains (Union des démocrates et indépendants) | 12 933                    | 23,78                     | 23 151                   | 54,89                    |
|                                                                                       | Gérard Potennec Divers (Mouvement démocrate - La République en marche)                  | 11 415                    | 20,99                     | 19 024                   | 45,11                    |
|                                                                                       | Séverine Werbrouck Front national                                                       | 8 444                     | 15,53                     |                          |                          |
|                                                                                       | Mickaël Vallet Parti socialiste                                                         | 7 355                     | 13,52                     |                          |                          |
|                                                                                       | Geoffrey Lebreton-Perez La France insoumise                                             | 4 936                     | 9,08                      |                          |                          |
|                                                                                       | Christian Gerin Divers                                                                  | 3 509                     | 6,45                      |                          |                          |
|                                                                                       | Stéphanie Muzard Europe Écologie Les Verts                                              | 1 327                     | 2,44                      |                          |                          |
|                                                                                       | Thierry Gille Divers                                                                    | 1 206                     | 2,22                      |                          |                          |
|                                                                                       | Maurice Montangon Debout la France                                                      | 863                       | 1,59                      |                          |                          |
|                                                                                       | Jacques Guiard Parti communiste français                                                | 569                       | 1,05                      |                          |                          |
|                                                                                       | Stéphane Theas Écologiste (Mouvement 100 % - Alliance écologiste indépendante)          | 444                       | 0,82                      |                          |                          |
|                                                                                       | Audrey Jean Divers (Parti animaliste)                                                   | 396                       | 0,73                      |                          |                          |
|                                                                                       | Béatrice Machillot Divers (Union populaire républicaine)                                | 234                       | 0,43                      |                          |                          |
|                                                                                       | Khamssa Rahmani Lutte ouvrière                                                          | 229                       | 0,42                      |                          |                          |
|                                                                                       | Pierre Duponchel Divers                                                                 | 214                       | 0,39                      |                          |                          |
|                                                                                       | Julien Millot Divers (Parti du vote blanc)                                              | 208                       | 0,38                      |                          |                          |
|                                                                                       | Patrice Guillory Divers (La Relève citoyenne)                                           | 67                        | 0,12                      |                          |                          |
|                                                                                       | Gilles Geirnaert Divers gauche                                                          | 36                        | 0,07                      |                          |                          |
|                                                                                       | Rémi Lefèvre Divers                                                                     | 2                         | 0,00                      |                          |                          |
| Source : Ministère de l'Intérieur - Cinquième circonscription de la Charente-Maritime |                                                                                         |                           |                           |                          |                          |